# I'm Not Here
I'm Not Here es una película dramática estadounidense de 2017, dirigida, editada y producida por Michelle Schumacher, a partir de un guion de Schumacher y Tony Cummings. Está protagonizada por J. K. Simmons, Sebastian Stan, Maika Monroe, Mandy Moore, Max Greenfield, Iain Armitage y Jeremy Maguire.
Tuvo su estreno mundial en el Festival de Cine Raindance el 21 de septiembre de 2017 y fue estrenada en los Estados Unidos el 8 de marzo de 2019 por Gravitas Ventures.

## Reparto
- J. K. Simmons como el viejo Steve
  - Sebastian Stan como el joven Steve
  - Iain Armitage como Steve de niño
- Maika Monroe como Karen
- Mandy Moore como mamá
- Max Greenfield como papá
- Jeremy Maguire como Trevor
- Harold Perrineau como Santana
- David Koechner como abogado de papá
- Heather Mazur como abogada de mamá
- David Wexler como Adán
- Tony Cummings como juez

## Producción
En mayo de 2016, se anunció que J. K. Simmons, Sebastian Stan, Maika Monroe, Max Greenfield, Mandy Moore, David Koechner, Harold Perrineau, Iain Armitage y Jeremy Maguire se habían unido al elenco de la película, con Michelle Schumacher dirigiendo la película, desde un guion de Schumacher y Tony Cummings. Schumacher, Randle Schumacher y Eric Radzan producen la película, bajo su marca Rubber Tree Productions. El rodaje se llevó a cabo durante 23 días en Los Ángeles. En febrero de 2017, se anunció que Nima Fakhrara había compuesto la banda sonora de la película.

## Estreno
La película tuvo su estreno mundial en el Festival de Cine Raindance el 21 de septiembre de 2017. También se proyectó en el Festival de Cine de San Diego el 25 de abril de 2018. Fue estrenada el 8 de marzo de 2019.